# سكوت فولر
سكوت فولر (بالإنجليزية: Scott Fowler)‏ هو مغني أمريكي، ولد في 9 يوليو 1966 في سانت لويس في الولايات المتحدة.